# Kruisboog

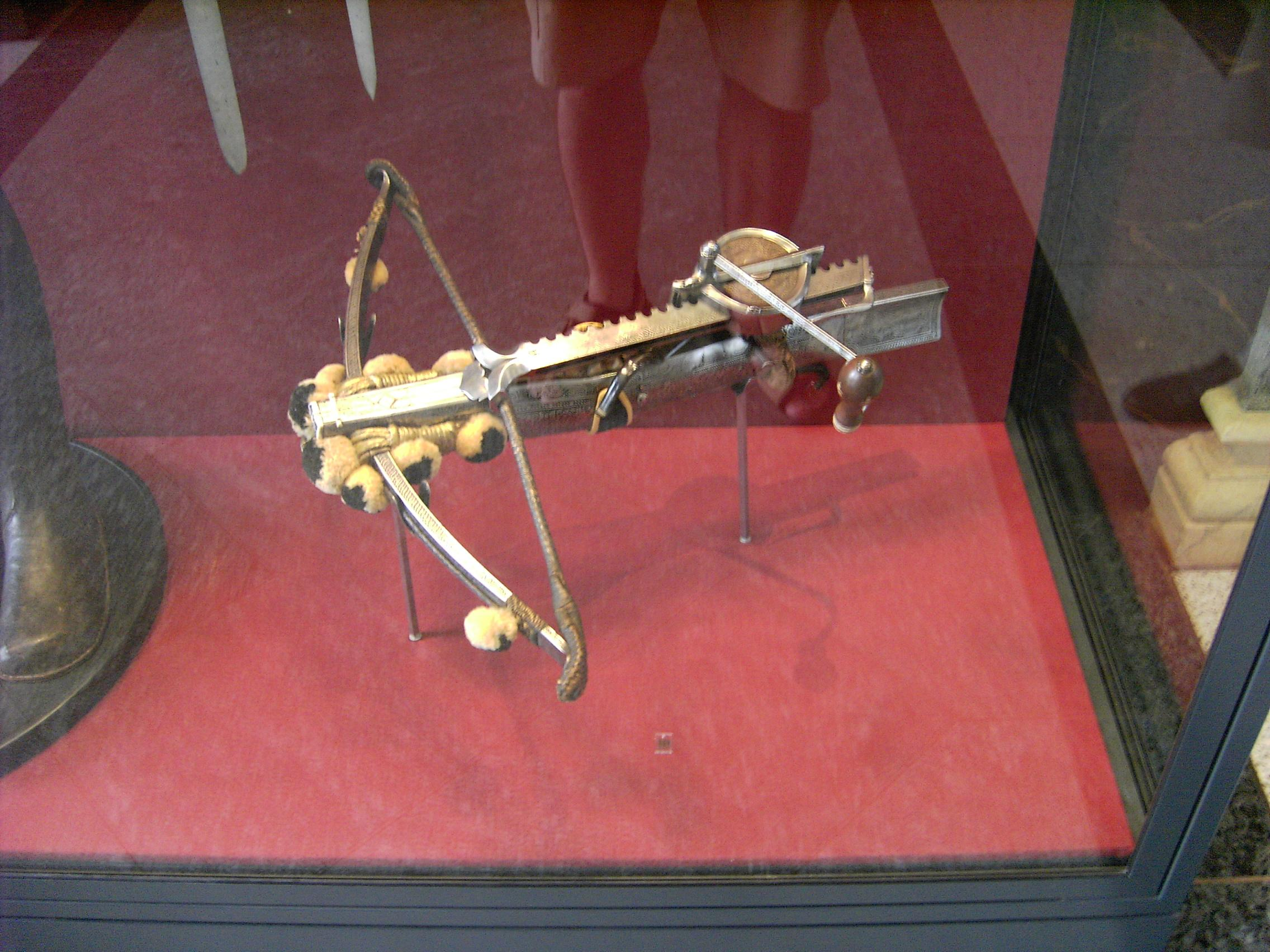
Klassieke kruisboog met laadelement

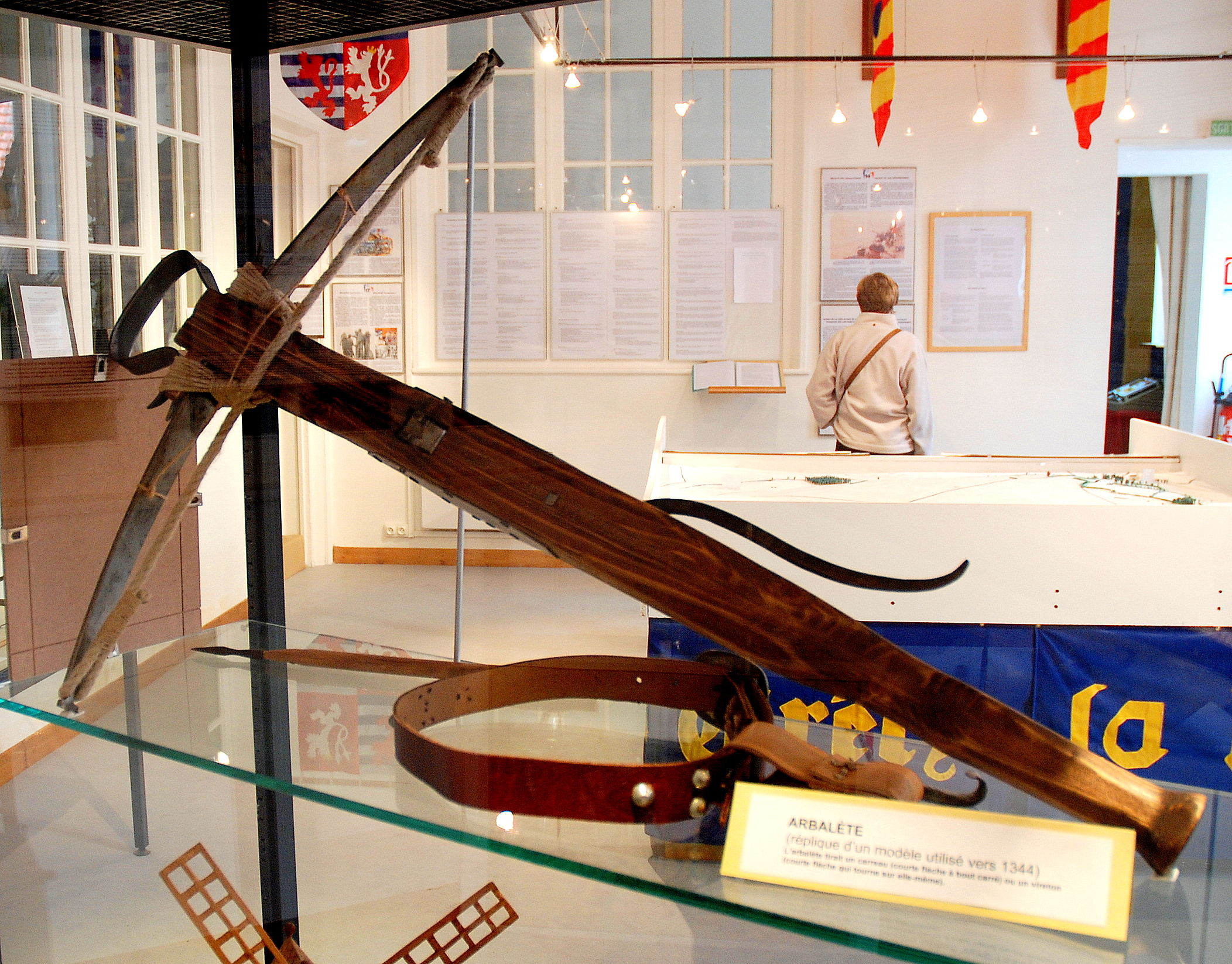
replica in het museum Emhisarc van een 14e-eeuwse kruisboog zoals die tijdens de slag bij Crécy zou zijn gebruikt

Een kruisboog (of armborst, arbalest, voetboog) is een wapen waarmee korte pijlen kunnen worden afgeschoten. Het wapen bestaat uit een boogstaaf (lijkend op een korte handboog), gemonteerd op een zuil, vaak met een kolf die lijkt op een geweerkolf en voorzien van een mechanisme om de pees vast te houden en een trekkermechanisme om deze te lossen waardoor de pijl wordt weggeschoten.
Soms is er een opwindmechanisme of lier aanwezig, of een spanhaak of stijgbeugel als de kracht nodig om de boog te spannen te groot is om dit met de hand te doen (dit is meestal het geval).

## Geschiedenis

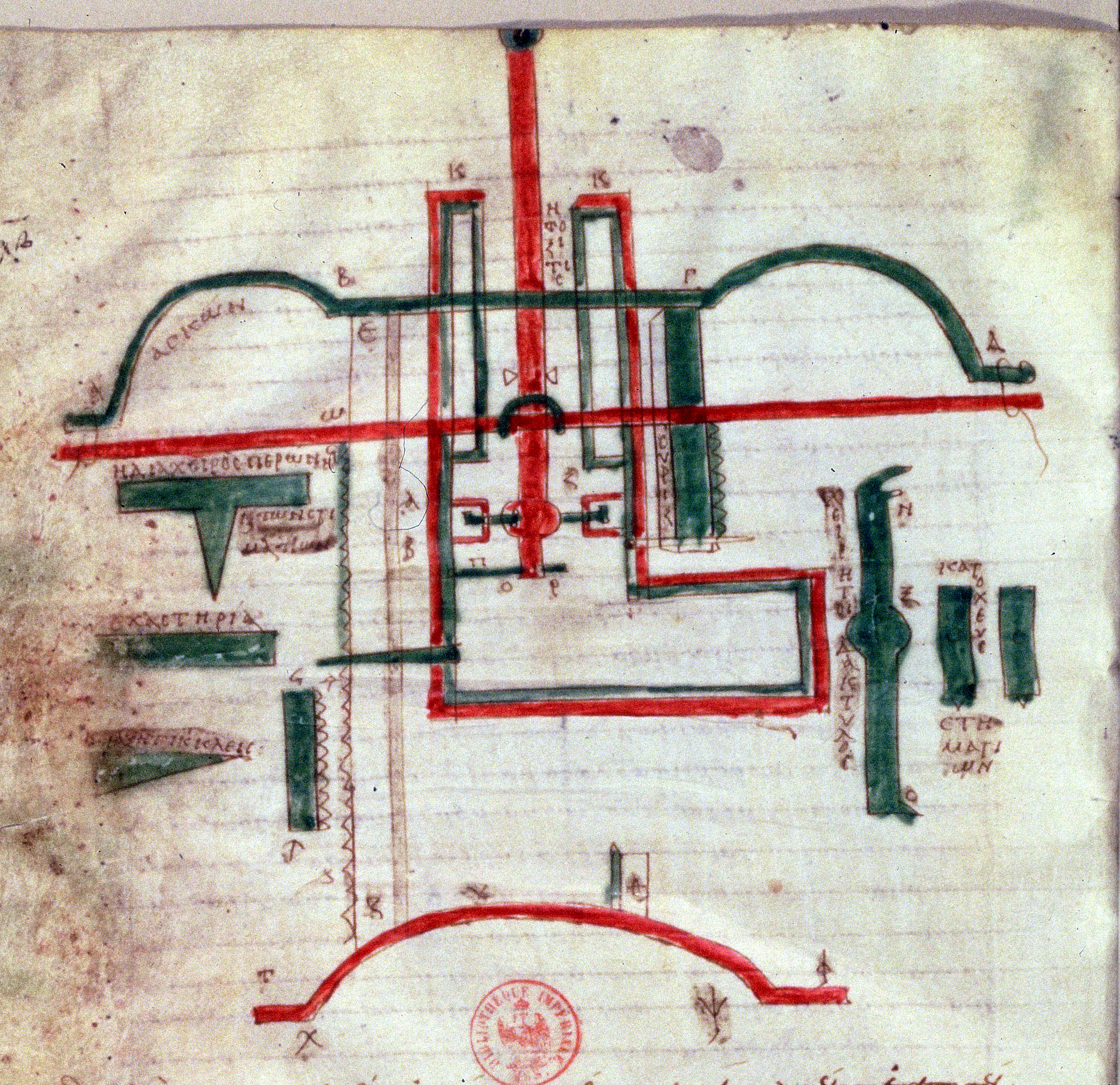
Ontwerp door Heron van Alexandrië van een Griekse gastraphetes

De kruisboog heeft een lange en uitgebreide geschiedenis. In China was de kruisboog in 200 v.Chr al goed ontwikkeld, zoals blijkt uit vondsten van geavanceerde bronzen trekkermechanismen. Het terracottaleger van keizer Qin Shi Huangdi bevat ook kruisboogschutters. Uit schriftelijke bronnen blijkt dat de bogen al minstens honderd jaar eerder werden gebruikt. De Grieken kenden de gastraphetes (γαστραφέτης, "buikwerper" die gespannen werd tegen de buik). Romeinse kruisbogen waren versierd en goed ontworpen, maar West-Europese bogen van 600 jaar later waren nog vrij ruw afgewerkte stukken hout of bot. Kruisbogen werden veel gebruikt tussen 800 en 1500.
In 1097 verbood Paus Urbanus II het gebruik van de kruisboog tussen christenen onderling, omdat hij het een afgrijselijk en godsvijandig wapen vond. Ruim veertig jaar later verbood ook Paus Innocentius III in 1139 de inzet van de arbalest (een grote en zware metalen variant van de kruisboog) en ander slingertuig op het tweede Lateraans Concilie tegen medechristenen, dit op straffe van excommunicatie. De authenticiteit, interpretatie en vertaling van deze bron wordt door sommigen echter betwist. De Kerk zag er, hoe dan ook, geen probleem in om de kruisboog tegen 'ongelovigen' in te zetten.
Omstreeks 1400 veranderde het ontwerp, en werd de kolf tegen de schouder geplaatst om nauwkeuriger te kunnen richten. Tegen 1650 had de kruisboog een kolf in de moderne geweervorm, en werd op vergelijkbare wijze gebruikt. Kruisboogmakers (arbalestmeesters) maakten tegen 1600 prachtige kruisboogkolven. Sommige Belgische ontwerpen waren zo volmaakt als moderne scherpschuttersgeweren. Vanaf deze tijd, tot ver in de twintigste eeuw is de kruisboog qua materiaal, technieken en mechanismes in grote lijnen hetzelfde gebleven. Pas na de Tweede Wereldoorlog onderging het ontwerp van met name de jachtkruisboog grote veranderingen door het gebruik van lichte metalen en polycarbonaten en andere kunststoffen en composietmaterialen.

## Constructie

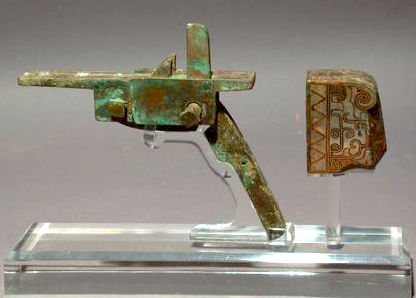
Een bronzen spanner van de Han-dynastie.

De boogstaaf van de kruisboog werd vervaardigd van hout of composietmaterialen tot in het midden van de 15e eeuw. Het voordeel van een houten boogstaaf is dat de boog als geheel lichter blijft. Composietbogen werden gemaakt van hoorn, pees en hout, waarmee veel grotere spankrachten mogelijk werden. Hoorn werd voor de binnenkant van de boogstaaf gebruikt, en dierlijke pezen voor de buitenkant. Omdat boogstaven van composietmaterialen werden vervaardigd door het samenlijmen van de onderdelen was een stevige lijmverbinding essentieel. De sterkste lijmen hadden ook de meeste tijd nodig om te drogen. Het was niet ongewoon om 6 maanden tot een jaar uit te moeten trekken voor de droogtijd van een boog. In de late 15e eeuw maakte de staalfabricage grote vorderingen en werd dit materiaal steeds vaker gebruikt voor de boogstaven. Een kruisboogstaaf is tenslotte niet anders dan een speciaal gevormde veer. Stalen boogstaven kwamen tegen het begin van de 16e eeuw steeds meer voor, aangezien ze een consistenter schietgedrag hadden, behalve bij heel koud weer.
Een kruisboog heeft een pees die op zijn plaats wordt gehouden door een noot (ook wel rol of tuimelaar genoemd) als de boog is gespannen en de pijl wordt geplaatst. De noot ligt meestal aan het uiteinde van het pijlplatform, de lade. Hij bestaat uit een cilindrisch stukje hoorn, metaal of kunststof dat om een horizontale as dwars op de schietrichting draait, en waarin een keep is gemaakt waarin de pees kan rusten, terwijl aan de onderkant dan een richel is waar een staaf tegen aan drukt, die voorkomt dat de noot wegdraait en de pees lost. Deze blokkeerstaaf wordt door een veer op zijn plaats gehouden en door de trekker over te halen vrijgemaakt. De veer zorgt dat bij het weer naar achter halen van de pees de noot weer vanzelf blokkeert. De noot heeft vaak een groef in het midden waar de achterkant van de pijl in past, zodat het contact van de pees en de pijl bij het afschieten zo gelijkmatig mogelijk ontstaat. De pijl rust ook in een ondiepe gleuf op de lade om hem zo consistent mogelijk te presenteren aan de pees. De gleuf speelt zelf eigenlijk geen rol bij het geleiden van de pijl.
Bij een eenvoudiger trekkermechanisme rust de pees in een uitsparing op de lade, en wordt door een pen die door de kolf heen loopt omhooggewipt als daar van onder op wordt gedrukt. Hierbij is de beweging van de pees minder goed voorspelbaar en slaat de pees nogal hard tegen het uiteinde van de pijl, wat de nauwkeurigheid schaadt.
De boogstaaf (of 'boogarmen') en de kolf van een kruisboog werden vaak van een goede kwaliteit hardhout gemaakt, zoals eikenhout of hard esdoornhout. De Centraal-Europese bogen waren vaak versierd en ingelegd met andere materialen zoals ivoor en speciale houtsoorten. De boogstaaf wordt aan de kolf bevestigd met henneptouw, linnen, of ander sterk bindmateriaal. De lade van de kruisboog is een plat gedeelte met een rechte groef waar de pijl op ligt en langs glijdt bij het afvuren.
De pees van een kruisboog wordt gemaakt van sterke vezels die weinig neiging tot rafelen hebben. Linnen, hennep en dierlijke pezen werden gebruikt. Zelfs met katoen werd met enig succes geëxperimenteerd. De dierlijke pezen bestaan uit bindweefsel afkomstig van de nekwervelkolom van grotere dieren. Het bevredigend vastmaken van de elastisch vervormende boogstaaf aan de niet-vervormende zuil is ook een vrij lastig technisch probleem dat vaak werd opgelost door gebruik te maken van enigszins elastisch materiaal zoals dierlijke pezen en tussenliggende stukjes vervormbaar materiaal zoals leer.
De kruisboog heeft verder een trekker, zoals die later ook werd ingebouwd in geweren, musketten en andere vuurwapens. Trekkers zijn in Europa al bekend van kruisbogen uit de vroege 15e eeuw. Leonardo da Vinci ontwierp vele complexe trekkermechanismen voor kruisbogen, en kwam uiteindelijk uit op een gevoelige trekker die met zeer weinig kracht kon worden gelost.
Moderne kruisbogen (en handbogen) gebruiken soms ook een langere pees die aan beide uiteinden van de boogstaaf over een al dan niet excentrische katrol loopt, om een geringe beweging van de boogstaaf in een veel groter verplaatsingstraject van de pees om te kunnen zetten. Het type (kruis)bogen met katrollen wordt ook wel compound-boog genoemd. Een dergelijke boog werkt efficiënter omdat het katrolmechanisme hier als een soort hevel op de stuggere en hardere boogarmen werkt, waardoor meer energie op de pijl overgedragen wordt, waarbij de zware boogarm zelf minder bewegingsenergie verkrijgt. Voor de jacht zijn compound-bogen minder gunstig, omdat ze -vanwege het katrolmechanisme- iets meer lawaai maken.
Niettemin zijn moderne kruisbogen meestal veel lichter dan de loodzware grote kruisbogen uit de Middeleeuwen, met een veel geringere spankracht. Een moderne kruisboog heeft een pijlsnelheid die vergelijkbaar is met die van een moderne composiet-handboog.

## Pijlen

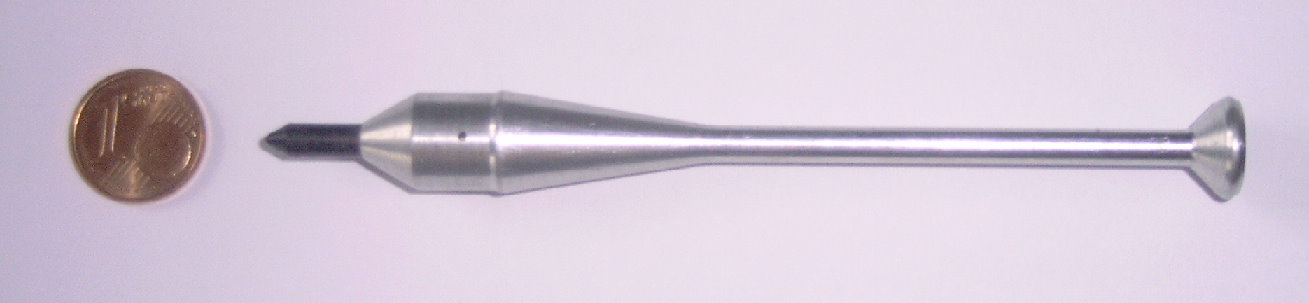
Een moderne kruisboogbout

De pijlen worden soms bouten of schichten genoemd. Vroeger verschilden ze sterk van gewone pijlen, waren korter en hadden andere aerodynamische eigenschappen dan handboogpijlen. Het is voor de reproduceerbaarheid van de prestaties op een bepaalde boog belangrijk dat de gebruikte kruisboogpijlen even zwaar zijn. Dan wordt het consistente prestatieniveau mogelijk waardoor de kruisboog zich een plaats heeft verworven in het middeleeuwse oorlogsarsenaal.
Kruisboogpijlen zijn lichter dan handboogpijlen en moeten worden gelakt om opname van vocht te verhinderen wat hun eigenschappen zou veranderen. Ze hebben meestal ook maar 2 of zelfs geen veren per pijl in plaats van de drie van handboogpijlen. Hierdoor zitten ze het mechaniek van de boog niet in de weg bij het afvuren en hebben ze minder luchtweerstand. Pijlen van moderne jachtkruisbogen lijken weer veel meer op de pijlen van handboogschutters, al blijven ze iets korter.

## Kruisboog versus handboog

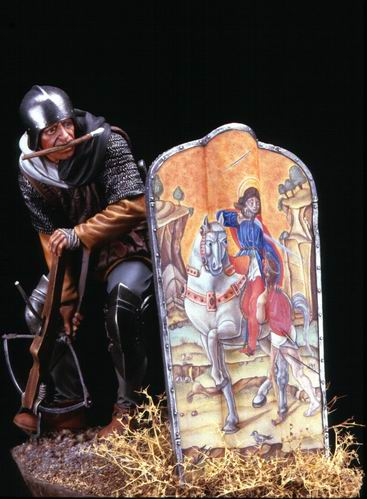
De kruisboogschutter moest herspannen achter een schutsel

Kruisbogen waren vanouds krachtiger en nauwkeuriger dan handbogen, ze konden een pijl door een harnas heen schieten. Omdat de schutter de boog niet zelf onder spanning hoeft te houden bij het richten kan dit meer ontspannen gebeuren. Het spannen is echter langzamer omdat de kruisboog op de grond moet worden gezet. Dit leidt weer tot een geringer aantal schoten per minuut dan bij de handboog. In een test werden met een (snel en met handkracht te spannen) kruisboog zes pijlen afgeschoten in de tijd die een handboogschutter nodig had voor tien pijlen. Door meerdere pijlen, al in de hand te hebben, kunnen handboogschutters soms wel 10 pijlen in minder dan 20 seconden afschieten. (Zelfs te paard) Aan de andere kant is voor het spannen of afvuren van een kruisboog geen speciale training of kracht vereist (zeker niet als het spannen met een hefboom gebeurt). Daardoor kan iedereen in principe een kruisboog hanteren, terwijl een boog alleen een geschikt wapen is in de handen van iemand die er in getraind is.
De kruisboog was daarom in de middeleeuwen meer een verdedigings- dan een aanvalswapen. De schutter heeft wat dekking nodig voor het herladen.
In de slag bij Azincourt legden de Franse ridders het totaal af tegen de superieure Engelse handboogschutters als gevolg van bijvoorbeeld schietsnelheid en het gebrek aan mobiliteit van hun tegenstanders door het drassige terrein.

## Het spannen van de kruisboog

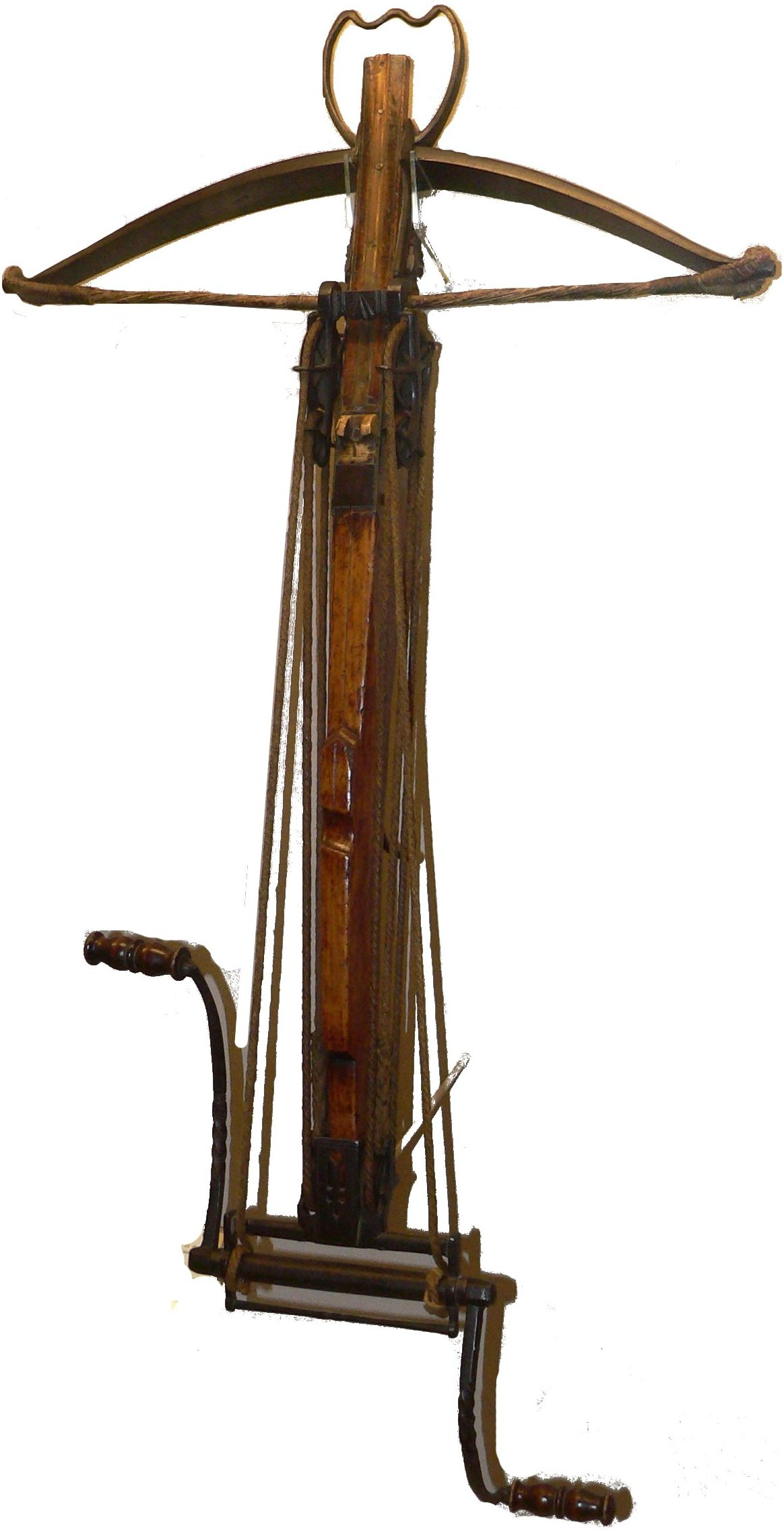
Middeleeuwse Zwitserse kruisboog

De spankracht is de kracht waarmee men de pees naar achter moet trekken als de boog tot de schietspanning wordt gerekt. Aangezien deze bij een kruisboog veel groter kan zijn dan de schutter kan opbrengen hebben zulke kruisbogen meestal een hulpmiddel om ze te spannen. De foto van de replica-kruisboog uit de 14e eeuw toont dat de riem die de schutter gebruikte voorzien was van een verlengstuk met een dubbele haak (er is op de foto slechts één haak te zien) waarmee de schutter de boogpees oprekte tot hij ze achter de noot kon bevestigen. Eerst had hij zijn voet in de beugel op de kop van de boog geplaatst en gebruikte zijn bovenlichaam als hefboom om de pees via de haak aan zijn de riem te spannen. Het hefboomeffect kon ook via een katrol of tandradmechanisme worden bekomen. Deze versies werden in de 15e eeuw en later ontwikkeld. Het is deze grote spankracht van de kruisboog die hem zo'n formidabel wapen maakte in de strijd tegen geharnaste tegenstanders.
In de middeleeuwen werden er echter ook al uitstekende handbogen gemaakt, vooral in Engeland, die qua effectiviteit volgens velen te prefereren waren boven kruisbogen, mits gebruikt door een deskundig schutter. Hierin zat hem echter de crux: handboogschieten vereist een veel grotere deskundigheid en veel meer en geregelde oefening dan kruisboogschieten. Het was veel duurder een aantal handboogschutters in goede staat van oefening te krijgen en te houden. In moderne tijden hoeven beide handwapens elkaar qua kracht en schietafstand weinig meer toe te geven.

## Boogmechanica en Ballistiek

### Van mechanische naar kinetische energie
De kruisboog is een bijzonder apparaat. Als de boog wordt gespannen, wordt menselijke spierkracht in de boogarmen opgeslagen als potentiële mechanische energie. Als die potentiële mechanische energie op de pijl wordt losgelaten, wordt die vervolgens omgezet in kinetische energie. De spankracht van de boog (F) is bij 'normale' (niet-compound) bogen min of meer evenredig aan de uitreklengte (x) volgens de wet van Hooke.
De mechanische energie, die in de boog is opgeslagen is gelijk aan
{\displaystyle E={\frac {Fx}{2}}}
(de weglengte maal de gemiddelde kracht, die bij een lineair verloop de helft van de maximale is). Deze relatie kan worden neergelegd in een energietabel of grafiek waarbij de uitreklengte tegen de energie of de kracht wordt uitgezet.
Halve maximale spankracht × uitreklengte wordt vaak uitgedrukt in "inch-pounds" en is makkelijk om te zetten naar footpounds (in Engelstalige landen gangbaar) of in het SI-systeem naar newtonmeter. De kinetische energie wordt mede bepaald door de massa m van de pijl. De kinetische energie van een projectiel (zoals een pijl) wordt gegeven door de vergelijking
{\displaystyle E={\tfrac {1}{2}}mv^{2}}
Niet alle energie in de boog wordt op ook de pijl overgedragen; een deel gaat verloren aan wrijving van de pees over de lade, kinetische energie van de boogarmen, kinetische energie van de pees, etc. Typische waarden voor het rendement zijn R = 50% tot maximaal 85% bij moderne, technisch verfijnde bogen. De afvuursnelheid in meters/seconde en de kinetische energie in Joule verschillen iets met de gebruikte pijlen, waarvan het gewicht in gram of in Angelsaksische grains wordt uitgedrukt. Spankracht, uitreklengte en het gewicht van de pijl zijn typisch componenten van de 'interne ballistiek'. Uit de gelijkheid
{\displaystyle {\frac {1}{2}}mv^{2}={\frac {FxR}{2}}}
waarbij R het rendement is, uitgedrukt als een fractie tussen nul en 1, kan de pijlsnelheid v worden berekend:
{\displaystyle v={\sqrt {\frac {FxR}{m}}}}
De berekeningen geven de initiële snelheid, oftewel de snelheid van de pijl bij het verlaten van de pees. Factoren als pijlrotatie, zwaartekracht en luchtweerstand worden hierin niet meegenomen. Deze grootheden behoren tot het terrein van de Externe ballistiek. Bij gebruik van een kruisboog is dit ook interessant, want hiermee wordt duidelijk hoe snel en hoe precies een pijl over een bepaalde afstand in het doel terechtkomt en wat de kracht is van de inslag (zie Rotgans* en Tapley*).

### Snelheid en slagkracht
Bij jachtkruisbogen is de snelheid een belangrijk verkoopargument, maar bij een gegeven boog is belangrijk voor welke pijlmassa deze waarden worden opgegeven. "Hoe lichter hoe beter" is niet helemaal waar, want de boogarm moet zijn energie wel ergens aan kunnen afgeven. Gebeurt dit niet, dan kan de losgelaten kracht, die voor de pijl is bedoeld, de pees doen breken of zelfs de boogarm stukslaan.
Bij ieder kruisboogtype hoort daarom een meestal door de fabrikant voorgeschreven minimale lengte en gewicht voor de pijl. Een vuistregel is 2,5 grains per pound, ongeveer 364 mg/kilogram trekkracht. Een kruisboog met 75 kilo trekkracht mag dan pijlen afschieten die niet lichter zijn dan 27 gram. Het kan geen kwaad om de pijlen zwaarder te maken. De snelheid wordt over grotere afstand wel snel minder, maar de slagkracht over een korte afstand (30 - 50 meter) wordt er veel groter door. Voor de jacht kunnen holle aluminiumpijlen worden gevuld met zilverzand. Naast het gewicht van de pijl is het materiaal waaruit de pijl bestaat van groot belang. Drie gangbare materialen zijn hout, aluminium en met koolstofvezel versterkte kunststof.

## Invloeden op de technische ontwikkeling

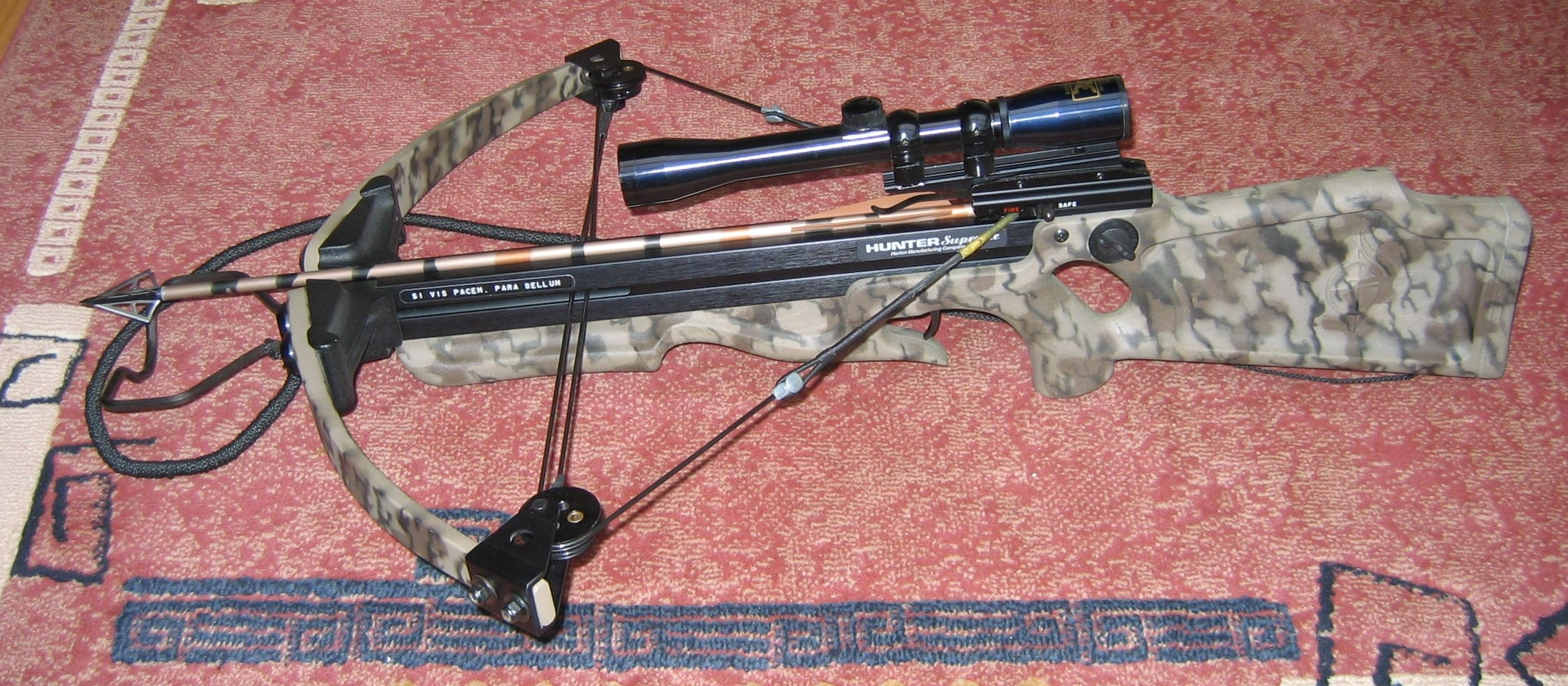
Een moderne jachtkruisboog

De ontwikkeling van de kruisboog hangt sterk samen met de gebruiksomgeving. Jagen met de kruisboog is in Nederland, in tegenstelling tot de Verenigde Staten, verboden. Mede hierdoor zijn voor de onderdelen van de Europese kruisboog geen hightech innovaties doorgevoerd, zoals dat bij de Amerikaanse versies het geval is. Compound-kruisbogen waarbij de pees over twee of meer al dan niet excentrische katrollen loopt, waardoor meer energie op de pijl kan worden overgedragen, zijn een Amerikaanse vernieuwing. Een andere verklaring voor de divergerende ontwikkeling in de Europese kruisboog is de manier waarop de sport wordt beoefend. De culturele waarden van de traditie rondom het schieten en de boog worden in ere gehouden. Door de voorschriften die hieruit voortkomen, worden kruisbogen veelal nog op ambachtelijke wijze (na)gemaakt. Een Zwitserse firma heeft echter een kruisboog met vier werparmen in een ongebruikelijke configuratie ontworpen, de twinbow.
Dit verschil in gebruik is ook terug te zien bij de pijlen. De Europeanen schieten met een korte dikke pijl met een aanslag aan de achterkant. Dit type wordt in Amerika nauwelijks gebruikt. De Amerikaanse pijlsoorten zijn legio; ze verschillen onderling in lengte, dikte, materiaal, en punt. Alleen al voor de punt zijn er in de VS vele patenten te vinden: uitvoeringen met (uitklapbare) weerhaken, scheermesjes, schroefkoppen etc. De pijlschacht is lang en bestaat uit een holle aluminium buis, uit koolstofvezelbuis of uit een combinatie van die twee met een smalle aanslag aan de achterkant, al of niet met een sikkel, die bedoeld is voor betere greep op de pees. Ook voor de pijlstaart, de zgn. fletch, bestaan vele uitvoeringen.
Het verschil in beschikbare pijlsoorten is niet alleen typerend voor de Amerikaanse belangstelling voor dodelijke wapens, het laat ook duidelijk het verschil in de gebruiksomgeving van de kruisboog zien.

## Gebruik van kruisbogen in Nederland

#### De wet

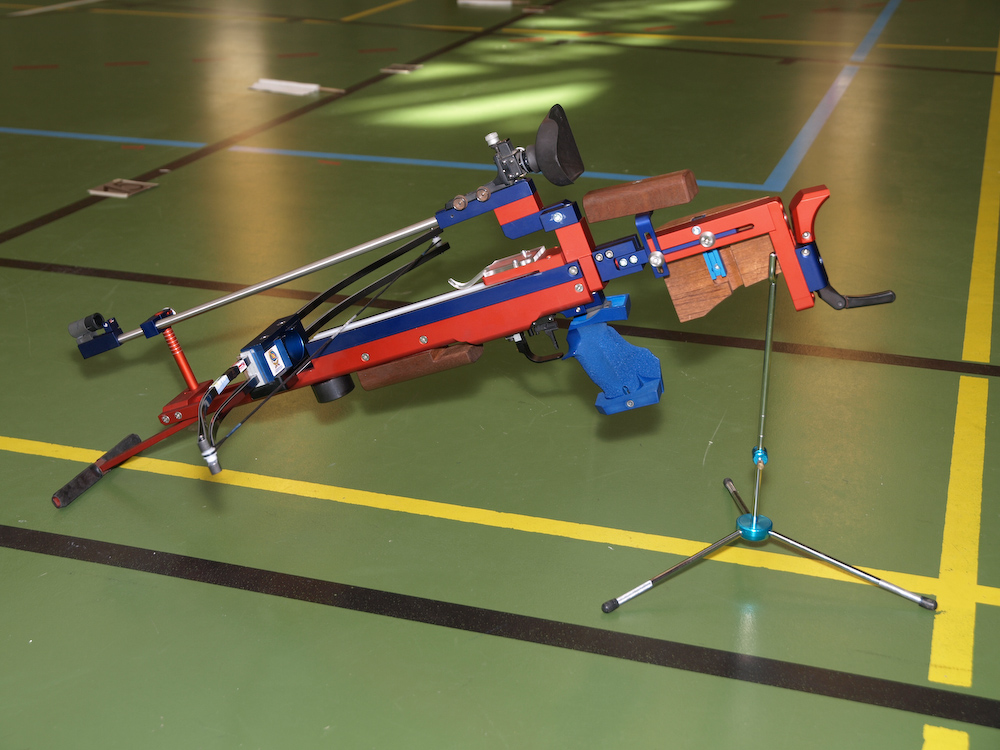
Een moderne wedstrijdkruisboog

Kruisbogen zijn niet illegaal in Nederland en België, maar wel onderhevig aan wettelijke beperkingen. Een kruisboog mag men alleen in bezit hebben boven de leeftijd van 18 jaar. De kruisboog mag alleen gebruikt worden op een afgesloten (eigen) terrein, dus niet op de openbare weg of andere publiek toegankelijke plaatsen. Bij vervoer dient men de kruisboog zodanig te demonteren, dat de kruisboog niet onmiddellijk gebruiksklaar is.

#### Recreatie
Jagen met de kruisboog is in Nederland verboden. Recreatief kruisboogschieten is alleen toegestaan op schietbanen, of in competitieverband bij verenigingen.
Vooral op het platteland leidt de kruisboogschutterij in verschillende vormen nog steeds een bloeiend bestaan. Ooit werd de sport door de elite bevorderd als 'nuttig tijdverdrijf'. In de zuidelijke Nederlanden zijn schutterijen vaak onderdeel van een traditioneel gilde, waar schutterij gekoppeld wordt aan andere activiteiten, zoals vendelzwaaien.
De kruisboogsport kent een aantal verschillende disciplines in regionaal en landelijk competitieverband: 10m, 20m, 30m, field, en wipschieten. Bij de verschillende afstanden is er soms ook nog een onderscheid in het type boog. Bij het wipschieten wordt niet horizontaal geschoten: men moet een metalen schijfje van een mast van 12,5 of 28 meter hoog afschieten. Men zegt dat de oorsprong van dit onderdeel afkomstig is van de jacht, waar jagers vroeger fazanten uit de boom schoten.
Verenigingen hebben ook interne competities zoals rotverschietingen, kringverschietingen, koningsverschietingen, paaseierenverschietingen etc. In Zundert (N-Br.) bestaat zelfs een "Mevrouw Goossens verschieting". Winnaars van dergelijke interne competities worden Schutterskoning of -koningin voor de duur van een jaar. Bij de kruisboogsport in competitieverband worden traditionele -vaak handgemaakte- kruisbogen gebruikt. Optische richtmiddelen zijn niet toegestaan.

#### Ambachtelijk vs. massaproductie
Naast de traditionele ambachtelijke modellen zijn ook moderne kruisbogen te koop. Ze zijn voornamelijk toegesneden op de jacht en veelal van Amerikaanse, Engelse of Koreaanse makelij. Bekende fabrikanten zijn Ten Point, Barnett, Horton en Excalibur. Moderne jachtkruisbogen hebben boogstaven van staal of moderne composietkunststoffen en halen pijlsnelheden van meer dan 100 m/s op het moment dat de pijl de boog verlaat. Beschikbare telescoopvizieren zijn tot ca 100 m nauwkeurig, genoeg om een doel van 20 cm op die afstand te treffen. Trefzekerheid over een dergelijke afstand is echter verre van gewoon en vraagt om de nodige scholing en juiste tuning van de kruisboog (Robin Hood-verhalen van pijlen die een eerder geschoten pijl op het doel in tweeën splijten zijn, anders dan door een nu en dan optredend toeval, niet mogelijk). Bij de jacht wordt meestal gestreefd naar afstanden van 30 meter of minder.

### Wedstrijdboog

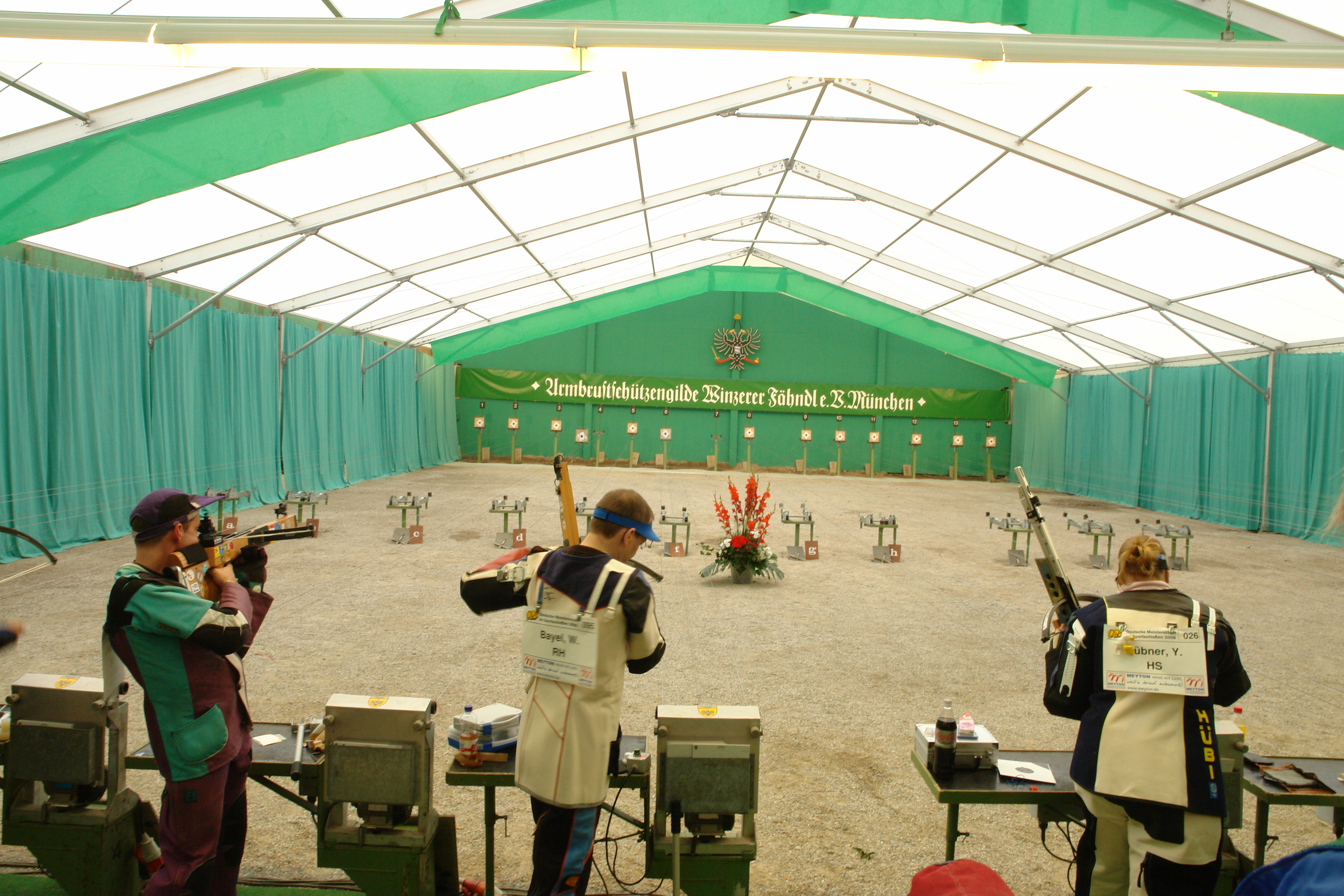
Duits kampioenschap kruisboogschieten op 30 m

Een wedstrijdkruisboog moet aan een groot aantal voorwaarden voldoen. Veel verenigingen hebben het probleem om aan een geschikte nieuwe boog te komen en daarom worden deze veelal in eigen beheer gemaakt. Hoe een boog het beste te maken is afhankelijk van een aantal factoren zoals de houtkeuze en een goed slot en lat (kan van staal of koolstofvezel zijn).